# Jagdish Bhagwati

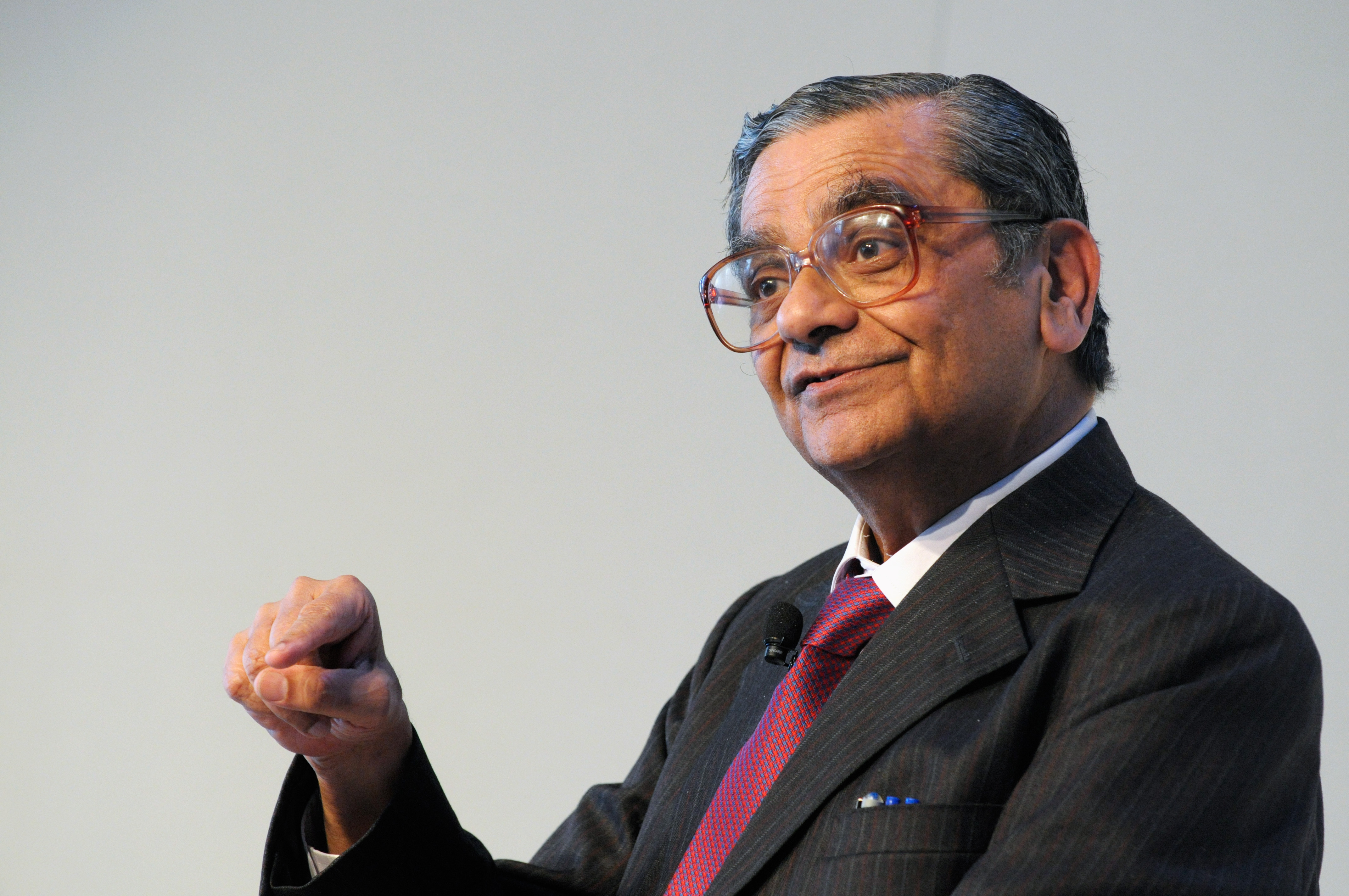
Jagdish Bhagwati, 2008

Jagdish Natwarlal Bhagwati (* 26. Juli 1934 in Bombay) ist ein amerikanischer Ökonom indischer Herkunft.  Er ist derzeit Professor für Politik und Wirtschaft an der Columbia University.

## Biografie
1956 schloss Jagdish Bhagwati sein Studium mit einem Bachelor-Abschluss im Gebiet der Wirtschaftswissenschaften am St John’s College ab. Den Doktortitel erlangte er 1967 am Massachusetts Institute of Technology. Von 1968 bis 1980 war Bhagwati Wirtschaftsprofessor am Massachusetts Institute of Technology. 1971 gründete Bhagwati die Zeitschrift Journal of International Economics, 1989 außerdem die Zeitschrift Economics & Politics.
Von 1991 bis 1993 war er wirtschaftspolitischer Berater des Generaldirektors des GATT. Im Jahre 2000 wurde er Berater der Vereinten Nationen für Globalisierungsfragen und im Jahre 2001 Berater des Generaldirektors der WTO. Außerdem war er 2000 Mitunterzeichner bei der Aktion des American Enterprise Institute gegen, ihrer Ansicht nach zu viele, Regulierungen von der US-Umweltschutzbehörde.
Im Januar 2004 veröffentlichte Bhagwati In Defense of Globalization (dt.: Zur Verteidigung der Globalisierung). In diesem Buch argumentiert er, dass der Globalisierungsprozess ein menschliches Gesicht habe und es nötig sei, dieses Gesicht in der Öffentlichkeit akzeptabler zu präsentieren. In Wirtschaftskreisen wurde er insbesondere für die ihrer Ansicht nach humorvollen Gegenargumente gegenüber häufig von Globalisierungskritikern benutzten Kritikpunkten gelobt. Bhagwati glaubt, dass die Globalisierung von vielen Kritikern für Dinge verantwortlich gemacht werde, die sie gar nicht zu verschulden habe.
Im Mai 2004 war Bhagwati Teilnehmer am Copenhagen Consensus. Er arbeitet derzeit im akademischen Beirat von Human Rights Watch (Asien) und dem Centre for Civil Society. Des Weiteren ist er Mitglied der US-amerikanischen Denkfabrik Council on Foreign Relations.

## Familie
Bhagwati war mit der Wirtschaftswissenschaftlerin Padma Desai (1931–2023) verheiratet, die gemeinsame Tochter Anuradha Bhagwati (* 1975) ist Autorin. Der Bruder von Jagdish Bhagwati, Prafullachandra Natwarlal Bhagwati, war Oberster Richter des Supreme Court of India und Bhagwatis Nichte, Pallavi Shroff, ist Managerin einer großen Anwaltsfirma in Indien.

## Ehrungen, Preise und Mitgliedschaften (Auswahl)
- 1982: Aufnahme in die American Academy of Arts and Sciences
- 1988: Bernhard-Harms-Preis des Instituts für Weltwirtschaft Kiel[1]
- 1995: Aufnahme in die American Philosophical Society[2]
- 2000: Padma Vibhushan
- 2006: Orden der Aufgehenden Sonne, 2. Klasse[3]
- 2010: Ehrendoktorwürde des Fachbereichs Wirtschaftswissenschaft der Freien Universität Berlin
- 2012: Aufnahme in die National Academy of Sciences

## Werke
- Jagdish N. Bhagwati und Arvind Panagariya: Why Growth Matters: How Economic Growth in India Reduced Poverty and the Lessons for Other Developing Countries (2013), ISBN 978-1-61039-271-6.
- Jagdish N. Bhagwati: Termites in the Trading System (2008) ISBN 978-0-19-533165-3
- Jagdish N. Bhagwati: In Defense of Globalization (2004) ISBN 0-19-517025-3
- Jagdish N. Bhagwati: The Wind of the Hundred Days: How Washington Mismanaged Globalization (2002) ISBN 0-262-52327-2
- Jagdish N. Bhagwati: Regional Trade Agreements in the GATT/WTO: Article XXIV and the Internal Trade Requirement ISBN 90-6704-139-4
- Jagdish N. Bhagwati/Robert E. Hudec (Hrsg.): Fair Trade and Harmonization, Vol. 1: Economic Analysis (1996) ISBN 0-262-02401-2
- Jagdish N. Bhagwati: Trade in Services and the Multilateral Trade Negotiations, in: World Bank Economic Review Volume 1, Number 4, Vol. 1, No. 4:549-569 (1987)